# The Independent Review
The Independent Review, A Journal of Political Economy est une revue universitaire trimestrielle révisée par des pairs couvrant  l'économie politique et l'analyse critique de la politique gouvernementale. Il est publié par The Independent Institute, un think tank libertaire aux États-Unis. 

## Histoire
Le journal a été créé en 1996. 
Jusqu'en 2013, Robert Higgs en était rédacteur en chef. En 2013, Higgs est remplacé par Robert Whaples. 

## Résumé et indexation
La revue est résumée et indexée dans : 
- Academic Search 1000
- Columbia International Affairs Online
- EconLit
- ERIC
- International Political Science Abstracts
- EBSCO databases
- PAIS International
- ProQuest databases
- Social Sciences Citation Index
- Sociological Abstracts

 Selon le Journal Citation Reports, le journal a un facteur d'impact de 0,237 en 2012.